# Fria Teatern

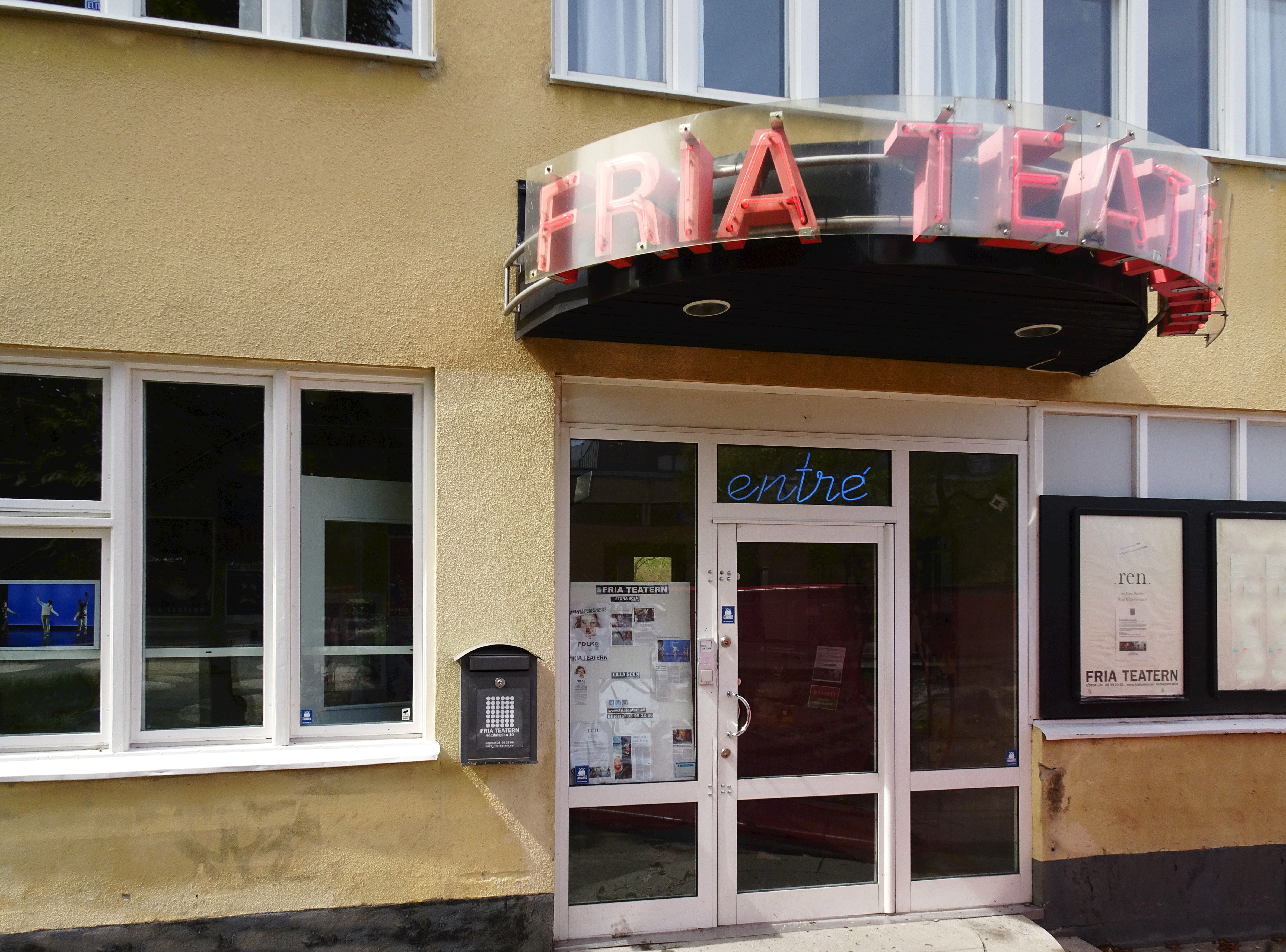
Entrén till Fria Teatern, Högdalen

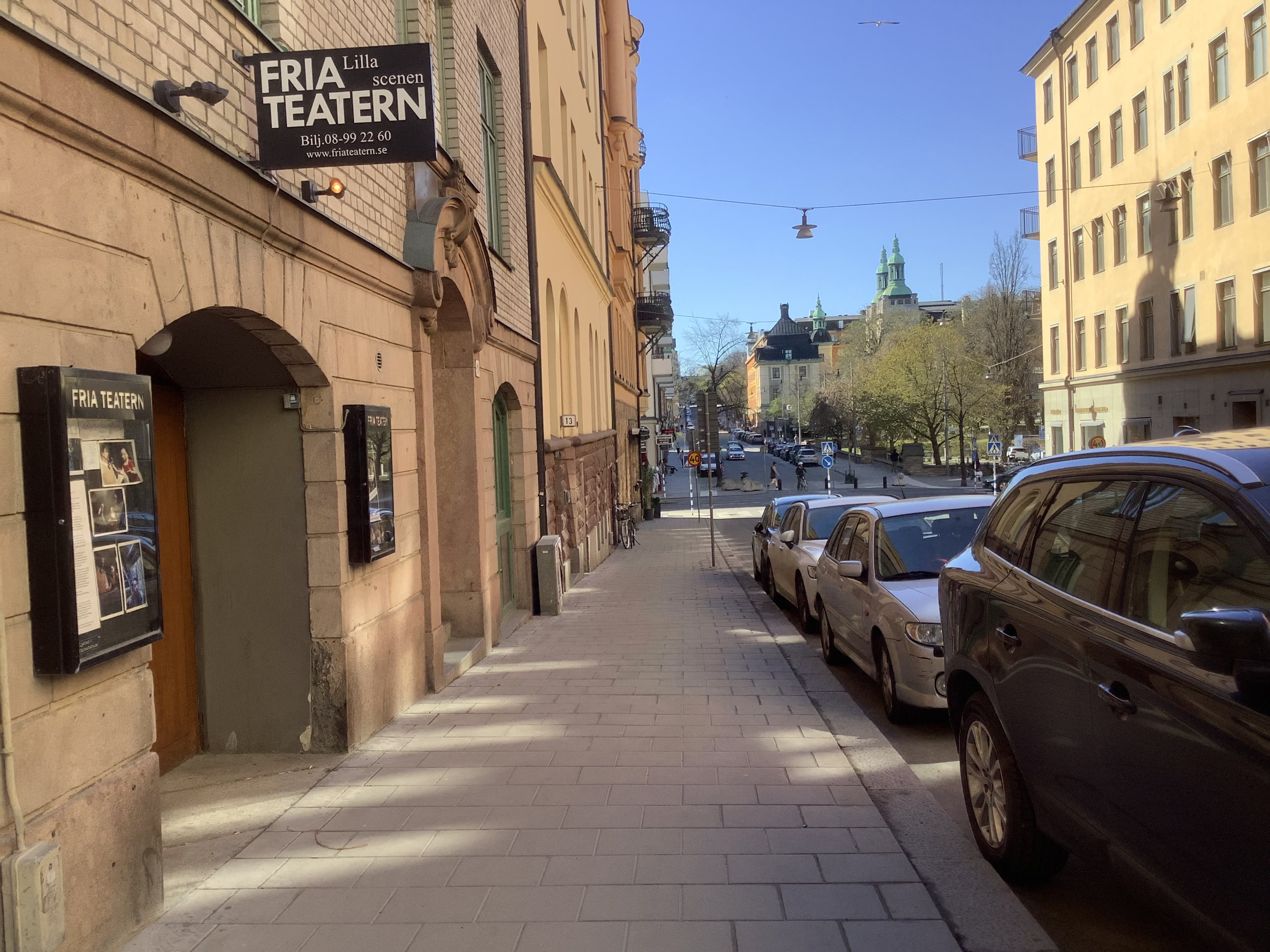
Fria Teatern, Kungsholmen

Fria Teatern som grundades i Stockholm 1968, var en av Stockholms äldsta fria teatergrupper fram till 2022. Fria Teatern hade en repertoar där vuxen-, barn- och ungdomsföreställningar spelades parallellt. Det fanns två scener, en i Högdalen (sedan 1979) och en på Kungsholmen (sedan 2002). Efter 54 verksamma år togs beslutet 2022 att lägga ner Fria Teatern.

## Repertoar
Fria Teatern hade en repertoar där vuxen-, barn- och ungdomsföreställningar spelas parallellt. 
Den första pjäs som sattes upp bar namnet Hur började eländet? och syftade på Stockholms stads förvandling till storstad. Premiären begicks på Stockholms stadsmuseum och många föreställningar spelades sedan utomhus på Stadsmuseets gård vid Södermalmstorg. Ryktet spred sig och föreställningen efterfrågades på andra platser. Därför tog den fem man starka teatergruppen ofta tunnelbanan till olika spelplatser runt om i Stockholmstrakten. Rekvisitan som bestod av en hatt, en historiebok och några gasmasker, fick plats i en plastpåse. 
På 1970-talet började teatern turnera i Sverige med pjäser om avfolkning och bruksnedläggning. 1973 spelades revyn Härliga Tider i Vitabergsparken i Stockholm inför ett mångtusenhövdat publikhav. Den spelades sedan runtom i huvudstadens parker som del av Stockholms Parkteaters utbud.
När teatern flyttade till Högdalen 1979 började man med att spela revyer och kabaréer om förortslivet. Teaterns största publiksuccé handlade om Bamse - världens starkaste björn. Fria teatern har satt upp två pjäser om denne björn och dessa föreställningar har setts av 142 000 barn och vuxna. 

## Konstnärliga ledare
Under 1980-talet samarbetade teatern med den tyske regissören och teaterpedagogen Rudolf Penka. Han var under några år, fram till sin död 1990, teaterns konstnärlige ledare och satte bland annat upp Anne Franks dagbok och Utsikt från en bro av Arthur Miller. Hans idéer om den mänskliga teatern och om konsten som försvarare av humanistiska värden är Fria Teaterns ledstjärna sedan dess.
Sedan starten 1968 har gruppmedlemmar slutat och nya har kommit till. Kvar från starten var Birgitta Sundberg och Håkan Jonson, som delade den konstnärliga ledningen.

## Scener
Fria teatern hade två scener, huvudscenen i Högdalen och en på Kungsholmen. Stora scenen i Högdalen har sedan inflyttningen 1979 byggts ut och förändrats, från att ha varit en skolaula till den stora teaterscen som den är idag. Salongen har 170 platser. Fria Teatern har sedan 2002 en annexscen en halv trappa ner på Bergsgatan 11 på Kungsholmen. Lokalen är en före detta katolsk kyrka, som har inretts till en intim teater. Salongen har 45 platser. 